# Signiphora desantisi
Signiphora desantisi is een vliesvleugelig insect uit de familie Signiphoridae. De wetenschappelijke naam is voor het eerst geldig gepubliceerd in 1938 door De Santis.